# Mamá negra, mamá blanca
Black Mama, White Mama (Mamá negra, mamá blanca) es una película estadounidense de 1973 dirigida por Eddie Romero y cuyas protagonistas principales son Pam Grier y Margaret Markov. El género de la película es de acción y mujeres en prisión. El lugar de realización de la película es Filipinas.
En la distribución en vídeo en los Estados Unidos se llamó Women in Chains.

## Argumento
En una cárcel de mujeres situada en una isla, las presas son maltratadas por las guardianas. Dos de las reclusas son trasladadas para ser interrogadas, pero el autobús es asaltado y las dos presas unidas por una cadena huyen. Una es revolucionaria, rubia caucásica, y la otra afroamericana, una prostituta que ha robado mucho dinero a un narcotraficante de la isla. Aunque tienen el propósito común de escaparse, ambas tienen direcciones y objetivos diferentes que las harán enfrentarse entre ellas.

## Reparto
- Pam Grier — Lee Daniels
- Margaret Markov — Karen Brent
- Sid Haig — Ruben
- Lynn Borden — Matron Densmore
- Zaldy Zschornack — Ernesto
- Laurie Burton — Warden Logan
- Eddie Garcia — Captain Cruz
- Alona Alegre — Juana
- Dindo Fernando — Rocco
- Vic Diaz — Vic Cheng
- Wendy Green — Ronda
- Lotis Key — Jeanette
- Alfonso Carvajal — Galindo
- Bruno Punzalan — Truck driver
- Ricardo Herrero — Luis